# Heliophanus villosus
Heliophanus villosus là một loài nhện trong họ Salticidae.
Loài này thuộc chi Heliophanus. Heliophanus villosus được Wanda Wesołowska miêu tả năm 1986.